# Підземне сховище Конвей (Williams)
Підземне сховище Конвей (Williams) – призначений для зберігання зріджених вуглеводневих газів (ЗВГ) комплекс каверн у штаті Канзас, оператором якого станом на другу половину 2010-х років є компанія Williams.
Розробка басейнів Перміан (Техас) та Анадарко (Оклахома) призвела до появи центру фракціонування в канзаському Конвеї, де були відповідні умови для організації зберігання ЗВГ у підземних соляних кавернах. В подальшому сюди ж почали надходити для розділення зріджені гази з Колорадо, Вайомінгу, Монтани та Північної Дакоти.
Каверни створюють шляхом розмивання соляних відкладень формації Веллінгтон (пермський період), котрі мають товщину до 150 метрів та залягають на глибинах від 180 до 300 метрів. Станом на другу половину 2010-х років комплекс сховищ у Конвеї складався із трьох майданчиків:  Конвей-Іст із 70 активними кавернами, Конвей-Вест з 52 кавернами та розташований за два десятки кілометрів на захід від останнього Мітчелл, який має 30 активних каверн та з'єднаний з Конвей-Вест трубопроводами для перекачування пропану, етан-пропанової суміші та розсолу. Загальний об'єм зберігання цих об'єктів становить 21 млн барелів.
Головними напрямками видачі продуктів зі сховища є Середній Захід (сюди ЗВГ доправляються трубопроводами Конвей-Норз та Ethane-Propane Mix) та регіон Мексиканської затоки. В останньому випадку фракціоновані ЗВГ можуть як споживатись розвиненою нафтохімічною промисловістю, так і спрямовуватись на експорт.  
Окрім трубопровідного транспорту гази зі сховища відправляються залізницею, для чого існують два термінали на майданчику Конвей-Іст (здатний одночасно обслуговувати 30 цистерн) та в Хатчинсоні (5 ліній для одночасного обслуговування 150 цистерн).
Можливо також відзначити, що за чотири десятки кілометрів на захід від Конвея розташовано інший належний до канзаського ЗВГ-хабу гігантський комплекс підземного зберігання у Буштоні. А поблизу від Ковнвея діє сховище National Cooperative Refinery Association (NCRA), котре, втім, орієнтоване на обслуговування власних потреб цієї компанії та багаторазово поступається за потужністю об'єктам  Williams.